# Spelle
Spelle is een gemeente in de Duitse deelstaat Nedersaksen. Het maakt deel uit van de Samtgemeinde Spelle in het Landkreis Emsland. De gemeente telt 9.750 inwoners en een oppervlakte van 34,20 km².
- Gemeinsame Normdatei: 4379587-0
- Library of Congress Control Number: n97037216
- MusicBrainz: 3c9bd462-7247-4dcd-95ae-6d792e3119bb
- Nationale Bibliotheek van Israël: 987007542757405171
- Virtual International Authority File: 125658992

Andervenne ·
Bawinkel ·
Beesten ·
Bockhorst ·
Börger ·
Breddenberg ·
Dersum ·
Dohren ·
Dörpen ·
Emsbüren ·
Esterwegen ·
Freren ·
Fresenburg ·
Geeste ·
Gersten ·
Groß Berßen ·
Handrup ·
Haren (Ems) ·
Haselünne ·
Heede ·
Herzlake ·
Hilkenbrook ·
Hüven ·
Klein Berßen ·
Kluse ·
Lähden ·
Lahn ·
Langen ·
Lathen ·
Lehe ·
Lengerich ·
Lingen ·
Lorup ·
Lünne ·
Meppen ·
Messingen ·
Neubörger ·
Neulehe ·
Niederlangen ·
Oberlangen ·
Papenburg ·
Rastdorf ·
Renkenberge ·
Rhede ·
Salzbergen ·
Schapen ·
Sögel ·
Spahnharrenstätte ·
Spelle ·
Stavern ·
Surwold ·
Sustrum ·
Thuine ·
Twist ·
Vrees ·
Walchum ·
Werlte ·
Werpeloh ·
Wettrup ·
Wippingen